# Paul-François de Noailles
Jean-Louis-Paul-François de Noailles, seit 1766 duc d’Ayen, seit 1793 der 5. Herzog von Noailles (* 26. Oktober 1739; † 29. Oktober 1824) war ein französischer Naturforscher aus dem Adelsgeschlecht der Noailles.

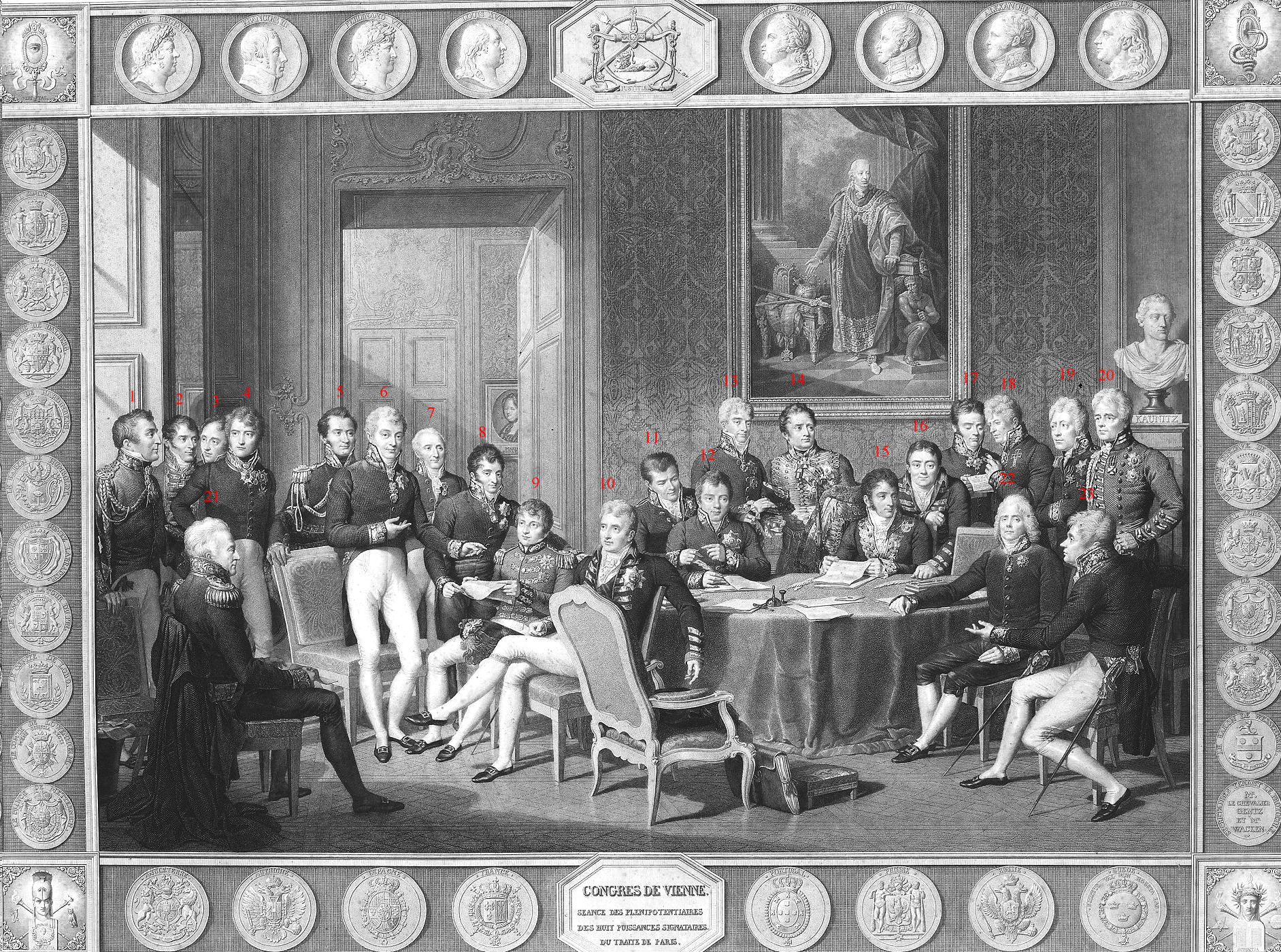
Noailles links hinter Metternich 1814 beim Wiener Kongress (zeitgenössische Abbildung)

Er war Sohn von Louis de Noailles, einem Marschall von Frankreich. Er diente in der Armee, wandte sich aber dann den Naturwissenschaften, vor allem der Chemie, zu und wurde 1777 Ehrenmitglied der Akademie der Wissenschaften.
Als Adliger war er durch die Folgen der Französischen Revolution bedroht. Auf Befehl von Robespierre wurden am 22. Juli 1794 seine 70-jährige Mutter, seine Frau, seine Töchter Louise, Adrienne de la Fayette zum Tode verurteilt. Adrienne wurde begnadigt, nachdem sie die Enthauptung ihrer Großmutter, Mutter und Schwester mit eigenen Augen mitansehen musste. Paul-François de Noailles verlor zwei Onkel, mehrere Cousins und Schwager durch die Guillotine. Er emigrierte 1792 in die Schweiz. 1814 kehrte er nach Frankreich zurück, als die bourbonische Restauration einsetzte. Er nahm seinen Platz als Pair von Frankreich ein.
Da von seinen acht Kindern zwei Söhne waren und diese als Kleinkinder starben, ging sein Titel auf seinen Großneffen Paul de Noailles über.
Im Jahre 1796 heiratete er die Baronin Wilhelmine Justine von Mosheim (aus der Familie Golowkin). Mit ihr hatte er keine Kinder.

## Kinder
Seine Frau Henriette Anne Louise d’Aguesseau gebar ihm acht Kinder:
1. Adrien Paul Louis de Noailles (17. September 1756 – 7. September 1757).
2. Anne Jeanne Baptiste Louise de Noailles (11. November 1758 – 22. Juli 1794),
3. Marie Adrienne Françoise de Noailles (2. November 1759 – 24. Dezember 1807), Frau von Gilbert du Motier, marquis de La Fayette.
4. eine Tochter (starb am Tage ihrer Geburt, dem 11. Dezember 1760).
5. Françoise Antoinette Louise de Noailles (3. September 1763 – 3. August 1788), Comtesse de Thezan du Pourjol.
6. Anne Paule Dominique de Noailles (22. Juni 1766 – 29. Januar 1839), Marquise de Pouzols, Marquise de Montagu.
7. Angélique Françoise d’Assise Rosalie de Noailles (1. August 1767 – 16. Februar 1833), Marquise de Grammont.
8. Louis Gabriel de Noailles (19. August 1768 – 26. Juli 1770).